# Guerre ougando-tanzanienne
La guerre ougando-tanzanienne, appelée en Ouganda guerre de Libération, est un conflit militaire qui se déroula entre 1978 et 1979, principalement en Ouganda, entre ce pays, la Tanzanie et des factions rebelles. Ce conflit déboucha sur la chute du régime du président ougandais Idi Amin Dada.

## Événements déclencheurs
En 1971, Idi Amin Dada destitue Milton Obote au cours d'un coup d'État et prend la tête de l'Ouganda, ce qui complique les relations avec la Tanzanie. Le président tanzanien Julius Nyerere est un proche d'Obote, à la fois personnellement et par ses politiques socialistes. Nyerere refuse de reconnaître le nouveau gouvernement et offre l'asile à Obote et à ses soutiens. Il soutient une tentative d'invasion de l'Ouganda de 1972 par Obote, et après quelques combats aux frontières, Amin et lui signent une trêve. Leurs relations restent tendues, et Amin menace plusieurs fois d'envahir la Tanzanie.

## Guerre ougando-tanzanienne
Fin octobre 1978, après une tentative de mutinerie dans l'armée ougandaise, des troupes traversent la frontière avec la Tanzanie pour poursuivre des soldats rebelles. Le premier novembre, Amin annonce l'annexion du Kagera, au nord de la Tanzanie. La Tanzanie arrête l'invasion, mobilise des groupes opposés à Idi Amin Dada, et lance une contre-offensive. Nyerere affirme à des diplomates étrangers qu'il souhaite donner une leçon à Amin, et pas le renverser, mais cette affirmation n'est pas prise au sérieux en raison de la haine portée par Nyerere à l'autre dirigeant et à des remarques sur un potentiel coup d'État qu'il a faites auparavant devant ses collègues. Le gouvernement tanzanien estime de plus que la frontière Nord ne sera pas sécurisée tant qu'Amin n'est pas neutralisé. Après quelques premières incursions au sein du territoire ougandais, David Musuguri est nommé commandant de la 20e division des forces de défense du peuple tanzanien et reçoit l'ordre d'avancer dans le pays.

Carte des affrontements de la guerre ougando-tanzanienne.

Les forces de défense du peuple tanzanien remportent la bataille de Masaka le 24 février 1979. Nyerere prévoit d'abord d'arrêter son armée là et d'autoriser les exilés ougandais à reprendre Kampala et à destituer Amin. Il semblerait que Nyerere ait demandé à Obote, alors exilé en Tanzanie, de se rendre en avion à Masaka pour accompagner les rebelles ougandais lors de la prise de la ville, mais qu'Obote aurait refusé, estimant qu'un retour aussi théâtral lui rendrait le peuple hostile. Cette demande de Nyerere vient de son inquiétude des répercussions d'une invasion tanzanienne dans la ville sur l'image internationale de la Tanzanie. La chute de Masaka inquiète beaucoup les commandants ougandais, qui estiment qu'elle rend Kampala vulnérable aux attaques. Les militaires ougandais commencent donc à mobiliser une armée plus importante et à préparer la défense de la ville. Certains militaires sont envoyés à Lukaya, mais ne parviennent pas à empêcher la chute de Lukaya aux mains des Tanzaniens.
L'opposition ougandaise se réunit à Moshi fin mars. Elle élit Yusufu Lule à la tête du Front de libération nationale de l'Ouganda et monte un gouvernement. Peu après, Mouammar Kadhafi, allié d'Amin, tente d'arrêter les forces tanzaniennes en envoyant un ultimatum à Nyerere, exigeant qu'il retire ses troupes du pays sous 24 heures ou qu'il se voie opposer les troupes libyennes, qui sont déjà actives en Ouganda. Nyerere répond à la radio que l'implication de la Libye dans la guerre ne change pas l'avis du gouvernement tanzanien sur Amin. Les rebelles ougandais n'ont pas la force militaire nécessaire pour vaincre les forces libyennes, et Nyerere envoie les forces de défense du peuple tanzanien prendre Kampala. Les dirigeants tanzaniens sont d'autant plus motivés à prendre Kampala que des avions ougandais ont bombardé Kagera et qu'Idi Amin Dada a annoncé que les habitants de Masaka et de Mbarara subiront des représailles pour avoir cédé à l'invasion tanzanienne. La création réussie du gouvernement temporaire du Front de libération nationale de l'Ouganda rassure les Tanzaniens quant aux conséquences d'une prise de la capitale.
Le 11 avril, après la bataille de Kampala et la prise de la capitale par l'armée tanzanienne, des gardes soudanais sont placés à la frontière ougandaise. Peu après, des réfugiés ougandais commencent à s'amasser à la frontière.
Les forces d'Amin Dada sont en déroute après la prise de la capitale. La nouvelle de la défaite provoque des désertions, et de nombreux officiers fuient le pays ou partent dans la sous-région du Nil-Occidental. De nombreux soldats du Nord, qui estiment que la guerre est un problème du Sud, accusent d'autres unités d'avoir perdu la guerre en se battant mal et perdent leur motivation. La garnison de Mbale tout entière, qui comprenait 250 soldats, déserte et installe des barricades autour de la ville pour empêcher l'armée régulière d'y entrer avant l'arrivée du Front de libération nationale. Quelques soldats se regroupent à Masindi pour prévoir une contre-attaque de Kampala, mais ils doivent fuir en raison de nouvelles avancées tanzaniennes. Des fonctionnaires ougandais partout dans le pays fuient pour le Kenya, ce qui précipite l'effondrement de l'administration du pays. Après la chute de Kampala, les combats ne provoquent plus de dommages importants en Ouganda. Les combats continuent jusqu'au 3 juin, date à laquelle les Tanzaniens arrivent à la frontière soudanaise et éliminent ce qui reste de la résistance.

## Fin de la guerre
Lule est pris de court par la chute de Kampala et prépare une liste rapide de ministres qui représentent la diversité ethnique du pays. Le 13 avril, il arrive par avion à la ville et prend le titre de président de l'Ouganda. Un décret interdit le pillage, mais les autorités ne prennent aucune mesure contre les pilleurs, et l'appel à rendre la propriété de l'État rencontre un succès modéré. La décision de Nyerere d'utiliser son armée pour envahir l'Ouganda et destituer Amin force une implication importante de la Tanzanie dans les affaires ougandaises après la guerre, contrairement à ses souhaits.
Obote revient au pouvoir lors des élections générales ougandaises de 1980 (en), se nommant à la fois président et ministre des finances et provoquant la prise d'armes par plusieurs groupes d'opposition. Ces élections sont largement truquées, et l'armée de résistance nationale (en) de Yoweri Museveni déclenche la guerre de brousse en Ouganda,.
Après trois ans d'occupation, l'armée tanzanienne quitte l'Ouganda en 1981.

## Postérité
La chute de Kampala est la première fois dans l'histoire post-décolonisation de l'Afrique qu'un État africain prend la capitale d'un autre État africain. La destitution d'un chef d'État par une armée étrangère est également une première, qui reçoit l'opprobre de l'Organisation de l'unité africaine. En juillet 1979, à une conférence de l'Organisation de l'unité africaine, le président du Soudan Gaafar Nimeiry affirme que la guerre est un précédent dangereux et est expressément interdite par la charte de l'organisation. Olusegun Obasanjo, chef de l'État nigérian, partage son opinion. Nyerere accuse l'OUA de protéger les dictateurs africains, affirmant que le régime d'Amin a fait plus de morts que les gouvernements blancs du Sud de l'Afrique. Godfrey Binaisa, le successeur de Lule, remercie la Tanzanie pour son intervention.